# Madame Moriss
Pour les articles homonymes, voir Moriss (homonymie) et Cahen.
Ne doit pas être confondu avec Rosine Cahen.
Madame Moriss, pseudonyme de Rosine Cahen, née à Paris le 16 mars 1828 et morte le 13 mars 1875 dans la même ville, est une photographe française, active de 1861 à 1863. Elle est l'une des premières femmes photographes à avoir possédé un atelier en son nom à Paris.

## Biographie

### Famille
Rosine Cahen est née en 1828 à Paris, fille de Moïse Cahen et de Sarah Alkan, son épouse,. Son père, médecin, est président du Consistoire israélite de Paris de 1832 à 1852,. Elle a un frère aîné, Mayer Cahen, futur médecin-chef de la Compagnie des chemins de fer du Nord et médecin en chef de l'hôpital Rothschild.
En 1850, elle épouse Moïse Levy, dit Jonas, commissionnaire en marchandises. Leur fille Bertha naît en 1852 et leur fils Henri en 1855,.

### Carrière
À la fin de l'année 1861, Rosine Jonas ouvre, sous le pseudonyme de Mme Moriss, un atelier de photographie, établi à l'angle du 36 rue Saint-Lazare et du 78 rue Taitbout, doté d'un salon de pose au premier étage,,. Elle y réalise des portraits, des portraits carte-de-visite, des reproductions, et donne, selon son argumentaire publicitaire, des « leçons aux dames ».  Dans un article du Musée des familles, le journaliste Pitre-Chevalier applaudit le fait qu'une femme s'établisse comme photographe. Il note : 

« Jusqu'ici, les photographes étaient tous du genre masculin. Une femme, une jeune fille qui voulaient poser étaient obligées de le faire devant un homme, de lui conter, ou plutôt de lui cacher ses petits secrets de toilette, d'infirmité peut-être, toutes ces choses de pudeur, de coquetterie et d'intimité qu'on ne peut guère confier qu'à son sexe et à son miroir. C'était un véritable embarras pour ces dames, —  et nous en savons beaucoup qui, à cause de cela, ne se sont jamais livrées à la photographie.
Une femme de goût, de tact et d'esprit, une femme du monde, une mère de famille, une artiste de premier ordre, — en outre, la meilleure élève du célèbre Nadar, vient de combler cette fâcheuse lacune (…) »

Mme Moriss entreprend par ailleurs de constituer une galerie de portraits de célébrités, et un album des principales notabilités israélites de l'époque,,. En mars 1862, elle s'associe avec Pierre Henri Victor Tantet, employé, pour fonder une société en nom collectif, sous la raison sociale « Jonas Moriss et Cie ». Pour sa clientèle, elle propose « 12 portraits microscopiques à toute personne faisant faire pour 25 fr. 25 portraits cartes-visite ». 
En juillet 1863, Émile Gaboriau annonce, par une brève écrite dans le journal Jean Diable, le lancement par la maison R. Moriss d'une collection d'autographes, reproduits au moyen de la photographie. Le mois suivant, il précise que l'écrivain Paul Lacroix « a prédit [à cette collection] un immense succès. »
Le nom de Mme Moriss apparaît encore dans l'édition de 1864 de l’annuaire Didot, mais en mai 1864, elle met en vente son fonds de commerce et en août, l'atelier et l'appartement du premier étage sont remis en location. Mme Moriss semble avoir cessé son activité de photographe après cette date.
Elle meurt, âgée seulement de 46 ans, en son domicile parisien du 3 rue Laffitte, après avoir « supporté courageusement plus d'une cruelle épreuve. Elle est inhumée le 14 mars, au cimetière de Montmartre ».

## Collections
- « Portrait de Jules Maret-Leriche, portrait carte-de-visite », v. 1862, [Recueil. Portraits d'artistes, école française], Bibliothèque nationale de France, département Estampes et photographie, 4-NA-112 (A), p. 3v (vue 12/32) lire en ligne sur Gallica
- « Portrait(s) », v. 1862, [Recueil. Portraits-cartes de visites envoyés à Emmanuel Gonzalès], Bibliothèque nationale de France, département Estampes et photographie, NZ-160-4 Notice sur data.bnf.fr
- Portrait de Ferdinand Poise, portrait carte-de-visite, v. 1862, Bibliothèque nationale de France, département Musique, Est.PoiseF.001 lire en ligne sur Gallica.
- Homme non identifié, portrait carte-de-visite, v. 1862, maison de Victor Hugo - Hauteville House
- Portraits de Ferdinand Poise, Jean-François Berthelier, Jules Brasseur, Léo Delibes, Charles Collinet dit Deslys, Félix Marnand, Michel Masson, Alfred Michiels, portraits cartes-de-visite, v. 1862, musée Carnavalet